# Rejon nowosiołowski
Rejon nowosiołowski (ros. Новосёловский райо́н, Nowosiołowskij rajon) – rejon administracyjny i komunalny Kraju Krasnojarskiego w Rosji. Centrum administracyjnym rejonu jest wieś Nowosiołowo, której ludność stanowi 38,8% populacji rejonu. Został on utworzony 4 kwietnia 1924 roku.

## Położenie
Rejon ma powierzchnię 3 881 km² i znajduje się w południowo-zachodniej części Kraju Krasnojarskiego, granicząc na północy i wschodzie z rejonem bałachtińskim, na południowym wschodzie z rejonem krasnoturańskim, na południowym zachodzie i zachodzie z Republiką Chakasji a na północnym zachodzie z rejonem użurskim.

Przez rejon przepływa rzeka Jenisej.

## Ludność
W 1989 roku rejon ten liczył 17 358 mieszkańców, w 2002 roku 16 382, w 2010 roku 14 144, a w 2011 zaludnienie spadło do 14 083 osób.

## Podział administracyjny
Administracyjnie rejon dzieli się na 8 sielsowietów.